# Pierre Riel de Beurnonville
Pierre Riel, I marchese di Beurnonville (Champignol-lez-Mondeville, 10 maggio 1752 – Parigi, 23 aprile 1821), è stato un generale, politico e nobile francese.

## Esordi
Figlio di un artigiano e di una contadina, si arruolò quattordicenne nella gendarmeria, per poi passare nell'esercito reale. Dopo alcuni anni di servizio nelle colonie, sposò una ricca creola. Rientrato in Francia senza la moglie, il 22 novembre 1788 acquistò il grado di tenente della guardie svizzere del fratello cadetto del re, Luigi Ladislao, Conte di Provenza.

## La Rivoluzione francese
Iniziata la Rivoluzione francese fece rapidamente carriera, assurgendo al grado di tenente-generale. Ebbe un ruolo importante nella decisiva battaglia di Valmy e nella successiva battaglia di Jemappes. A seguito di questi eventi divenne, il 4 febbraio 1793, addirittura ministro della guerra. Denunciò il proprio comandante in capo, generale Dumouriez, di fronte alla Convenzione Nazionale.
Inviato con altri quattro deputati ad arrestarlo, venne da questi arrestato a sua volta e consegnato agli austriaci, che lo tennero prigioniero ad Olmutz sino al 3 novembre 1795, allorché venne scambiato, insieme a molti altri ostaggi, in cambio di Maria Teresa Carlotta di Francia, l'ultima figlia superstite di Luigi XVI
Rientrato a Parigi, dopo alcuni mesi ebbe il comando della armata di Sambre-et-Meuse e dell'Armata del Nord, fu quindi ispettore di fanteria dell'Armata di Inghilterra, nel 1798.

## Epoca napoleonica
Giunto al potere il Buonaparte, nel 1800 venne nominato ambasciatore a Berlino per poi passare, nel 1802, ambasciatore a Madrid. 

Negli anni successivi Napoleone ne fece un senatore e conte dell'Impero.

## La restaurazione
Cambiò radicalmente campo alla caduta del suo mentore: nel 1814 fu membro del governo provvisorio che resse, per alcuni decisivi giorni, il Paese, dopo la caduta di Parigi. Nel 1815, al ritorno dell'Imperatore per i cento giorni, seguì Luigi XVIII nella fuga a Gand, meritandone, dopo Waterloo, la promozione a marchese e maresciallo di Francia.
Massone, fu Venerabile d'onore della loggia "Les Chevaliers de la Croix de Saint Jean de Jérusalem" di Troyes. Dal 1814 al 1821 fu gran conservatore, poi Gran maestro aggiunto nel 1815, del Grande Oriente di Francia.